# راسل ويجلي
راسل فرانك ويجلي (بالإنجليزية: Russell Weigley)‏ (2 يوليو 1930 - 3 مارس 2004) هو أستاذ التاريخ في جامعة تمبل في فيلادلفياأكبر مدن ولاية بينسلفينيا، وهو أيضًا مؤرخ عسكري شهير.